# Coupe Spengler 1991
Navigation
Édition précédente Édition suivante
La Coupe Spengler 1991 est la 65e édition de la Coupe Spengler. Elle se déroule en décembre 1991 à Davos, en Suisse.

## Règlement du tournoi
Les équipes sont regroupés au sein d'un seul groupe. Les équipes jouent un match contre chacune des autres équipes. Les deux premiers de la poule jouent une finale pour le titre de vainqueur de la Coupe Spengler.

## Résultats des matchs et classement
| Clt   | Équipe       | PJ | V | D | N | BP | BC | Pts |
| ----- | ------------ | -- | - | - | - | -- | -- | --- |
| +001, | CSKA Moscou  | 4  | 3 | 1 | 0 | 15 | 10 | 6   |
| +002, | HC Lugano    | 4  | 3 | 1 | 0 | 18 | 11 | 6   |
| +003, | Canada       | 4  | 3 | 1 | 0 | 18 | 21 | 6   |
| +004, | Malmö IF     | 4  | 1 | 3 | 0 | 17 | 21 | 2   |
| +005, | Mannheim ERC | 4  | 0 | 4 | 0 | 11 | 26 | 0   |

- Qualifié directement pour la finale

## Finale
| 31 décembre | CSKA Moscou | 5-2 (1:0, 4:1, 0:1) | HC Lugano | Eisstadion Davos |